# 中糧包裝
中糧包裝控股有限公司，簡稱中糧包裝控股，以及中糧包裝（英語：CPMC Holdings Limited，港交所除牌前：0906），於1991年由中糧集團有限公司分拆在中國內地經營、生產及銷售金属包装業務。
現時董事長為王金昌，首席執行官為張新。而招股價為5.39港元，全球發售股份為200,000,000股，集資額為10.78億港元，而股份則在2009年11月16日於香港交易所主板上市。
而總部位於中國浙江省杭州市杭州經濟技術開發區围垦街160號，以及香港銅鑼灣告士打道262號中糧大廈33樓。
2015年11月9日，中糧包裝控股股東中糧集團與奧瑞金包裝（深︰002701）簽署股份買賣協議，以每股6港元出售25%至27%中糧包裝股份予奧瑞金，涉資介乎15.0億至16.2億港元。交易完成後，中糧香港仍持中糧包裝33.15%（或35.15%）的股權，保持中糧包裝第一大股東地位不變，而奧瑞金將成為中糧包裝第二大股東。
2017年10月31日，中糧包裝向清遠加多寶草本植物科技注資20億人民幣，從而持有30.58%股份，成為加多寶第二大股東，其中，10億元現金人民幣方式支付，另外，10億元以集團生產的鋁制兩片飲料罐出資。
2025年4月22日，中糧包裝被華瑞鳳泉發展强制收购后实现私有化，公司从港交所除牌。

## 連結
- COFCOPack.com（页面存档备份，存于）